# Knochenpanzer

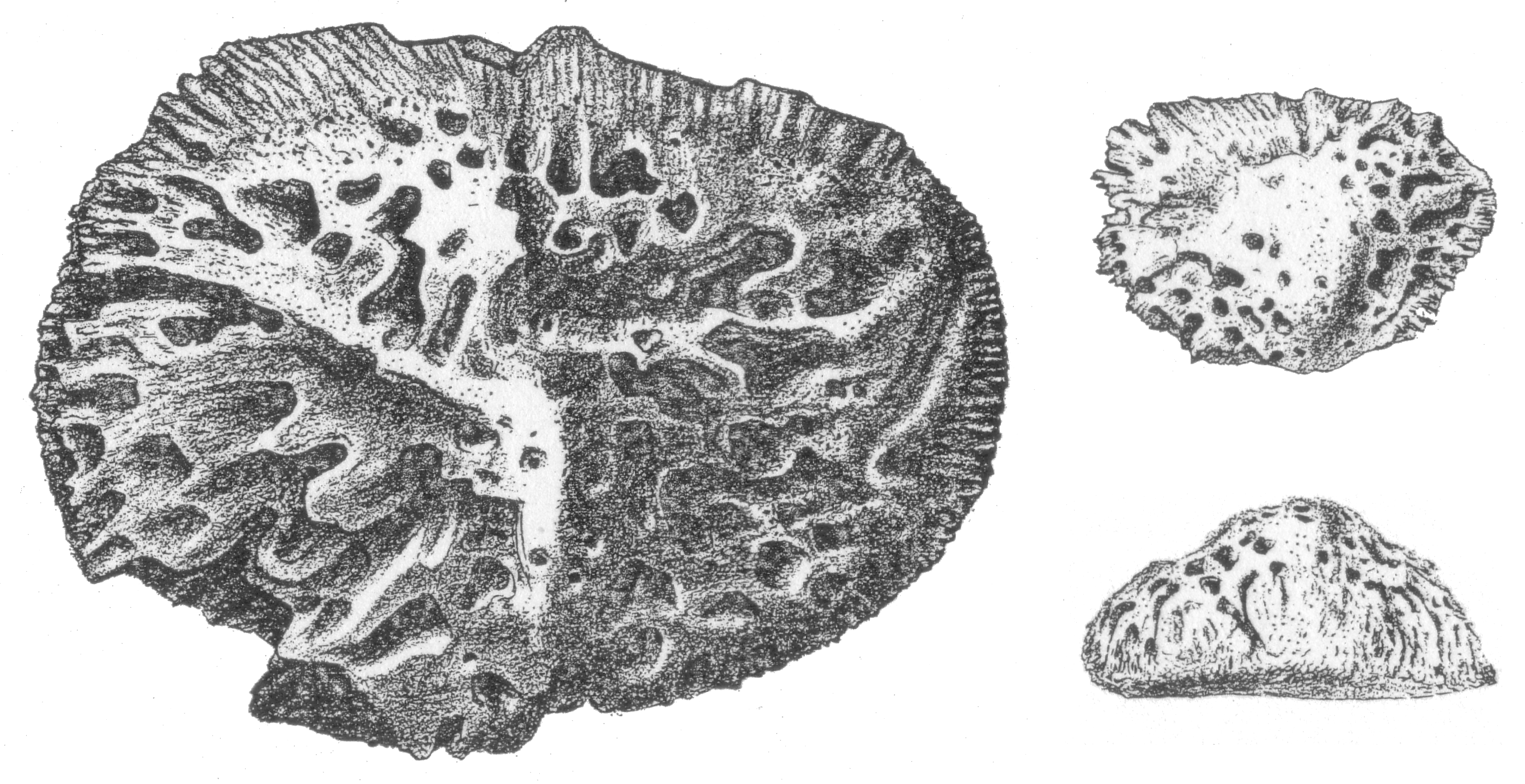
Fossile Osteodermata des ausgestorbenen Krokodils Deinosuchus

Ein Knochenpanzer ist eine besondere Form des Aufbaus der äußeren Haut, wie sie heute bei Schildkröten und Krokodilen zu finden ist. Bei diesen Tieren ist die Haut durch flache Knochenplatten verstärkt, den Osteodermen. Diese können, wie bei den Krokodilen, in die Haut eingelagert und von ihr überwachsen sein oder, wie bei den meisten Schildkröten, direkt die äußere Umhüllung darstellen.

## Der Knochenpanzer der Krokodile
Die Krokodile besitzen vor allem auf dem Rücken Knochenplatten. Dabei besteht die oberste Hautschicht der Tiere, die Hornhaut (Stratum corneum) aus einer wechselnden Anzahl von Schichten aus Kollagenfasern. Häutungen gibt es bei den Krokodilen nicht, die oberste Schicht wird durch einfachen Abrieb erneuert.

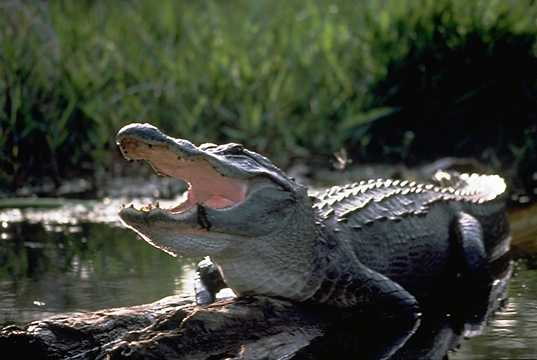
Mississippi-Alligator (Alligator mississippiensis)

Die hornigen Rückenschuppen bestehen aus gekielten Hornplatten, die als Rückenschilde bezeichnet werden. Unterhalb dieser Schilde liegen verknöcherte Platten. Dabei handelt es sich artabhängig um vier bis zehn nebeneinander liegende Platten, die in mehreren Längsreihen angeordnet sind, jede Längsreihe entspricht einem Wirbel der Wirbelsäule. Auch die Schilde im Nacken der Tiere, die Nuchalplatten, sind mit Osteodermen unterlegt und bilden arttypische Muster. Die Bauchschilde der meisten Arten sind flach und viereckig und bei fast allen Arten existieren hier keine knöchernen Platten. Am Schwanz bilden die Bauchschilde und die Rückenschilde Ringe, die im vorderen Bereich beidseitig einen Schuppenkamm tragen, der zur Schwanzspitze hin in einen einzelnen Schuppenkamm übergeht. Auch alle anderen Körperteile tragen Hornschilde, bei einigen Arten können sich dabei auch an den Extremitäten, am Hals und sogar an den Augenlidern Knochenverstärkungen bilden. Besonders die sehr stark verknöcherten Arten sind meist eher klein und verhältnismäßig unbeweglich, dazu gehören etwa die Glattstirnkaimane (Gattung Paleosuchus), das Stumpfkrokodil (Osteolaemus tetraspis). Der Schwarze Kaiman (Melanosuchus niger) allerdings gehört, trotz ebenfalls starker Panzerung, zu den großen Krokodilarten. Andere größere Arten wie das Leistenkrokodil (Crocodylus porosus) schützen sich vor allem durch ihre Größe und haben entsprechend weniger stark ausgebildete Knochenpanzer.

## Der Knochenpanzer der Schildkröten

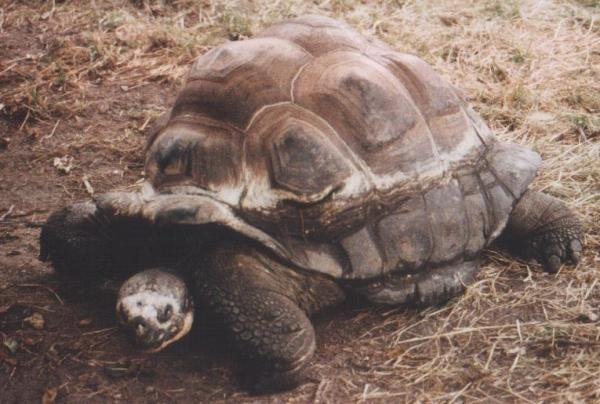
Seychellen-Riesenschildkröte

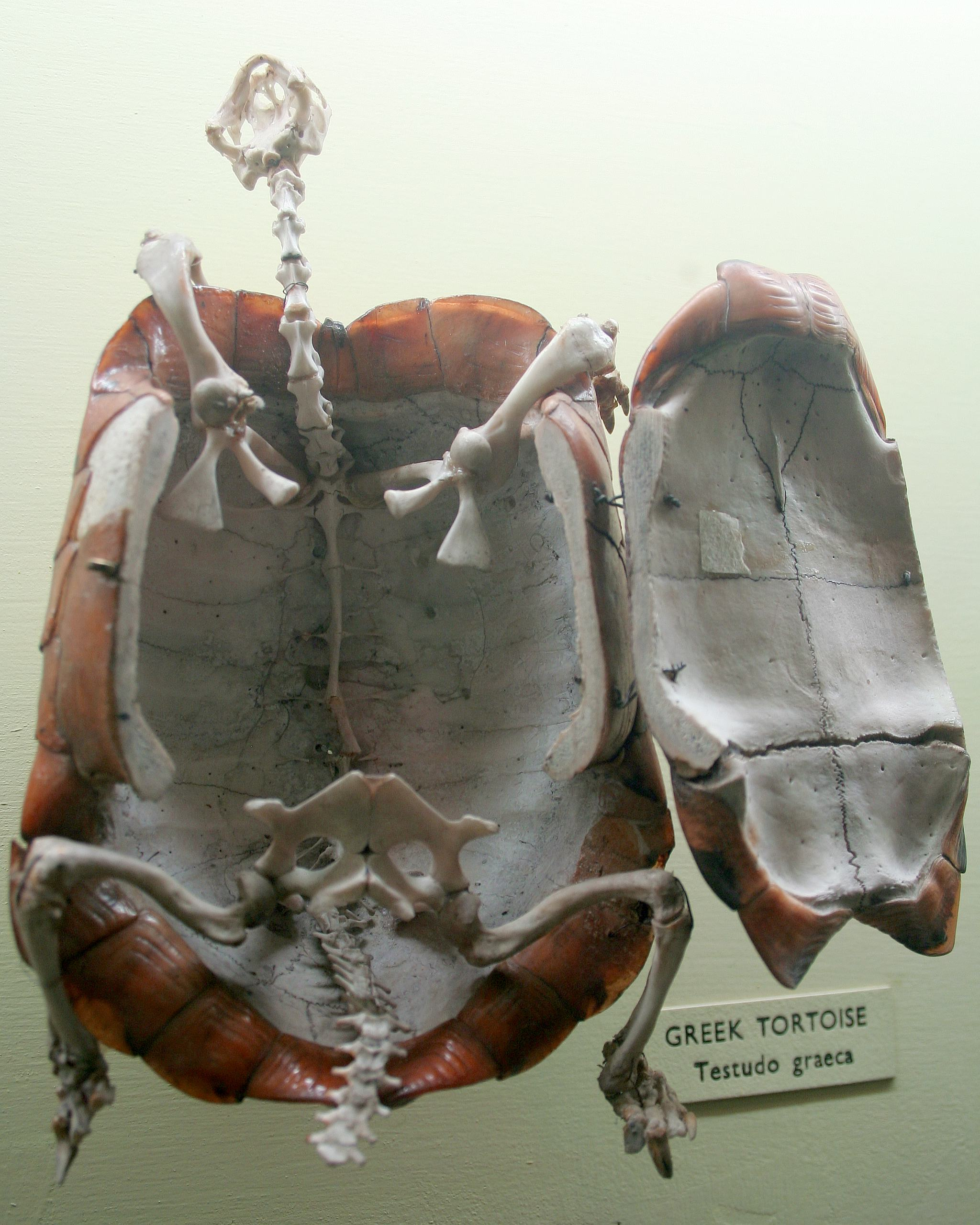
Das Präparat zeigt die Innenseiten des Panzers einer Maurischen Landschildkröte (Testudo graeca)

Bei den Schildkröten bildet der Knochenpanzer die typische „Schale“ bestehend aus einem Rückenpanzer (Carapax) und einem Brustpanzer (Plastron). Diese sind durch die „Brücke“ miteinander verbunden. Der Carapax besteht in der untersten Schicht aus massiven Knochen, die sich entwicklungsgeschichtlich aus der Wirbelsäule, den Rippen und dem Becken gebildet haben. Über den Knochen befindet sich eine Hautschicht. Bei den Weichschildkröten ist diese Haut lederartig, wogegen die übrigen Arten auf der Haut die typischen Panzerschilde aus Hornsubstanz haben.
Das Aussehen des gesamten Panzers kann sich je nach Art sehr unterscheiden. So weist der Rückenpanzer bei vielen Arten einen oder drei Längskiele auf. Insbesondere bei den Höckerschildkröten ist dieser Kiel sehr prominent. Verschiedene Gattungen (beispielsweise die Dosen- und Scharnierschildkröten) können ihren Bauchpanzer mit Hilfe eines Scharniers hochklappen und somit den gesamten Panzer schließen. Eine ähnliche Funktion bietet ein Scharnier im Carapax der Gelenkschildkröten.
Typische Erkrankungen des Schildkrötenpanzers sind die Panzernekrose und die Panzerfraktur.